# Kasumi Rock
Der Kasumi Rock (japanisch かすみ岩 Kasumi-iwa, norwegisch Disheia, beiderseits übersetzt Undeutlicher Felsen) ist eine Felsformation an der Kronprinz-Olav-Küste im ostantarktischen Königin-Maud-Land. Er ragt zwischen dem Torghattbreen und dem Disbreen auf.
Teilnehmer einer von 1957 bis 1962 dauernden japanischen Antarktisexpedition kartierten, fotografierten und benannten ihn. Das US-amerikanische Advisory Committee on Antarctic Names übertrug die japanische Benennung 1964 ins Englische.